# Glossopaschia caenoses
Glossopaschia caenoses är en fjärilsart som beskrevs av Dyar 1914. Glossopaschia caenoses ingår i släktet Glossopaschia och familjen mott. Inga underarter finns listade i Catalogue of Life.